# 라마마
라마마(La Mama)는 1980년대 전반에 프랭크 파리안(Frank Farian)의 스튜디오에서 활동했던 독일 팝 및 디스코 트리오이다. 뉴욕 극장 라마마 익스페리멘털 시어터 클럽(La MaMa Experimental Theatre Club)의 이름을 따서 3개의 싱글과 2개의 앨범을 발표했으며 다른 아티스트의 여러 녹음에서 백킹 가수들로 활동했다.

## 디스코그래피

### 앨범
- Voulez-Vous Coucher Avec La Mama (January 1983)
- Funky Fingers (with Precious Wilson) (December 1983)

### 싱글
- "Elephant Funk" / "In and Out" (February 1982)
- "Chanson D'Amour" / "I'll Be Your Woman" (April 1982)
- "Voulez-Vous Coucher Avec Moi (Lady Marmelade)" / "They Call You V.I.P." (December 1982)